# (6303) 1989 EL2
(6303) 1989 EL2 es un asteroide perteneciente al cinturón de asteroides, región del sistema solar que se encuentra entre las órbitas de Marte y Júpiter, descubierto el 12 de marzo de 1989 por Seiji Ueda y el astrónomo Hiroshi Kaneda desde el Kushiro Marsh Observatory, Hokkaido, Japón.

## Designación y nombre
Designado provisionalmente como 1989 EL2. 

## Características orbitales
1989 EL2 está situado a una distancia media del Sol de 2,188 ua, pudiendo alejarse hasta 2,413 ua y acercarse hasta 1,963 ua. Su excentricidad es 0,102 y la inclinación orbital 4,490 grados. Emplea 1182,77 días en completar una órbita alrededor del Sol.

## Características físicas
La magnitud absoluta de 1989 EL2 es 14. Tiene 3,619 km de diámetro y su albedo se estima en 0,377. 